# 1978年のテレビ (日本)
1978年のテレビ（1978ねんのテレビ）では、1978年（昭和53年）の日本におけるテレビジョン放送全般の動向についてまとめる。

## 主なできごと
音声多重放送の実用化試験放送が開始。
モノクロでのテレビ放送開始（第1次）、映像のカラー化（第2次）に次ぐ、音声のステレオ放送又は2か国語放送による2つの音声を使った「第3のテレビ時代の幕開け」となった。

前年、テレビ番組が全面カラー化し、またカラーテレビの普及がほぼ一段落したこともあり、郵政省はこの年から、音声多重放送の実用化試験放送局の免許を交付。9月28日の日本テレビを皮切りに、NHK総合テレビ（東京・大阪）、読売テレビと、順次同放送を開始。年内には、NHK教育テレビを除く在京テレビ局全局が同放送を開始した（「#音声多重放送開始(当時は実用化試験放送)」を参照）。これに伴い、数多くのレギュラー番組、新番組等がステレオ又は二か国語として放送される様になる。（「#既存番組の音声多重化（年内開始番組を除く）」等を参照）。
静岡けんみんテレビ開局
7月1日、テレビ朝日系と日本テレビ系のクロスネット局として開局。既に民放4系列4局化が整備された7大都市圏や相互乗り入れによるエリア統合をした地域を除き、これまで民放テレビが2局しか視聴できなかった地方では、初の3局目の開局となる。丁度1年後には日本テレビ系の静岡第一テレビの開局により、テレビ朝日系のフルネット局となる。
テレビ番組
- 日本テレビが開局25周年記念番組を放送
  - 特別番組では、後に毎年行われる様になった「チャリティー長時間特別番組『24時間テレビ 「愛は地球を救う」』」や、過去同局で25年間に放送された主な番組や世相などを振り返る『力道山からピンク・レディーまで テレビ25年総集編』等が放送。
  - レギュラー番組では記念ドラマ『西遊記』が放送開始。ゴダイゴによるオープニング曲「モンキー・マジック」とエンディング曲「ガンダーラ」が共に大ヒット、ドラマのサントラ盤LPがオリコンの週間アルバム・チャート及び1979年度年間同チャート共に1位を記録した。
- TBS系で、毎週生放送で独自の邦楽ランキング上位10曲をカウントダウン形式で発表する音楽番組『ザ・ベストテン』が放送開始。自社のニュースネットワークJNNを駆使し、本番当日スタジオに集えない歌手は、可能な限り全国各地から生中継する機動性を発揮。放送終了の1989年9月28日まで、日本の音楽界に多大な影響を与える番組となった。
- 女性トリオによるアイドル歌手、キャンディーズの後楽園球場での伝説の解散コンサート『さよならキャンディーズ』をTBS系で放送。
- 当時、社会現象を起こす程の凄まじい人気だった女性デュオによるアイドル歌手、ピンク・レディーがこの年大晦日のNHK『紅白歌合戦』の出場を辞退、同番組の裏で、新宿コマ劇場から「チャリティー音楽バラエティ番組『ピンク・レディー汗と涙の大晦日150分!!』」を日本テレビ系にて生放送。
- 局の看板となる、以下の番組が放送開始又は終了（上記を除く）。
  - 開始
    - 日本テレビ:『日本民謡大賞』
    - NHK総合:『ウルトラアイ』
    - TBS:『家族対抗クイズ合戦』（翌年『クイズ100人に聞きました』へ改題）
    - フジテレビ:『銀河鉄道999』
    - テレビ朝日:『吉宗評判記 暴れん坊将軍』
    - 東京12チャンネル:『演歌の花道』
    - 関西テレビ:『花の新婚!カンピューター作戦』

  - 終了
    - テレビ朝日:『大正テレビ寄席』

視聴率
TBSがこの年の年間視聴率で初の3冠王となる。ただし全日帯においてはNHK総合テレビと同率首位であった。
技術
- TBS系、スポーツ中継にて、選手や球等の動きの軌跡を画面に描きだす「ストロボアクション」を初使用。他系列も追って導入する。
- NHK放送技術研究所が、1インチ3電極サチコン撮像管を使った単管カラーカメラと短縮型 2/3インチサチコン使用の3管ハンディーカメラを開発。

## 番組関係のできごと

### 1月
- 1日 - フジテレビ系でアニメ『カルピスファミリー劇場 ペリーヌ物語』を開始。この日は前日（1977年12月31日）休止した『8時だョ!全員集合』（TBS系）の差し替え版『お正月だョ!全員集合』が放送される関係上、元日恒例『新春スターかくし芸大会』が1月2日放送となったため、18時のアニメ『一発貫太くん』から23時『唄子・啓助のおもろい夫婦』まで通常番組が編成された[注釈 2]。元日放送開始の30分アニメは2021年現在これが最後[注釈 3]。またスポンサーのカルピスは本作をもって1969年4月開始の『どろろ（改題後：どろろと百鬼丸）』以来9年9か月続いたフジ系の日曜19時30分枠の一社提供を終結、次作『赤毛のアン』からは、冠名が『世界名作劇場』に変更される。
- 2日 - TBS系の正月演芸番組『初笑いうるとら寄席』が、この年から1971年以来7年振りに1月2日放送に戻る（ - 1984年）。また同じTBS系でこの年から、多数の芸能人がジャンル別に分かれ「家族」に扮し、歌や隠し芸で競い合う正月番組『オールスタースーパー家族歌合戦』が始まる（ - 1983年）。
- 4日 - フジテレビ系で『クイズ・ドレミファドン!』の正月版『スター大激突!!新春クイズ歌合戦』をこの年から放送。その後1981年に『オールスター新春クイズ歌合戦』、1982年から『スーパースター新春イントロ大作戦』と改題、1988年4月3日にレギュラー版が終了後も継続され、2025年現在も放送中。
- 7日 - テレビ朝日系土曜20時枠時代劇の新シリーズとして、『吉宗評判記 暴れん坊将軍』（主演：松平健）放送開始（ - 1982年5月1日）。レギュラーシリーズとしては2003年まで25年間継続した。[1]
- 8日 - NHK大河ドラマ『黄金の日日』放送開始（ - 12月24日）。[1]
- 12日 - TBS系木曜21時枠でこの日、毎週生放送によるランキング方式の邦楽音楽番組『ザ・ベストテン』が放送開始[1][2]。司会は黒柳徹子と久米宏（当時同局アナウンサー、久米は1985年4月25日まで出演）。独自の邦楽ランキング上位10曲をカウントダウン形式で発表（ランキングの決定方法は、「ザ・ベストテン#ランキングの決定方法」を参照）。自社のニュースネットワークJNNを駆使し、本番当日スタジオに集えない歌手は、可能な限り全国各地から生中継する機動性を発揮。放送終了の1989年9月28日まで、日本の音楽界に多大な影響を与える番組となった。ちなみにこの日の初回第1位は、ピンク・レディーの「UFO」[注釈 4]。

### 2月
- 1日 - NHK総合がこの日放送開始25周年を迎えた記念番組として、『ニュースショー「時差25年の世界」』を放送[1][3]。更に『NHKの窓』では、「テレビとわたしの25年」と題して放送[4]。

### 3月
- 12日 - TBS系『ビバ! 世界フィギュア選手権』で、運動の軌跡を画面に描きだす「ストロボアクション」装置を初使用。後に翌月5日のプロ野球セ・リーグ公式戦のナイター中継「大洋 - 巨人」戦でも使用。 他の民放各社も追って同装置を導入する。[1]
- 28日 - フジテレビ系『火曜ワイドスペシャル』で『第12回芸能人オールスター夢の球宴』を放送。同大会は前年「1977年ワールドカップバレーボール」中継の影響で開催しなかったため、2年振りの開催となったが、直後に開始する『土曜グランドスペシャル』のニューヤンキースの試合と企画がダブるので、今回をもって中断、1981年3月に再スタートする。
- 31日 - 日本テレビ系の子供番組『カリキュラマシーン』がこの日で終了、4年間の歴史に幕。

### 4月
- 2日
  - TBS系でこの日、関口宏司会のクイズ番組『家族対抗クイズ合戦』が日曜14:30枠で開始[2]。1979年3月25日まで1年継続した後、同年4月2日から月曜19時枠に移動して『クイズ100人に聞きました』と改題[5]、1992年9月28日まで13年半（通算14年半）続く人気番組となる。
  - テレビ朝日系でこの日、報道番組『日曜夕刊!こちらデスク』が放送開始。キャスターは筑紫哲也（当時朝日新聞社員）が務めた（ - 1982年9月26日）。
- 3日
  - NHK、昭和53年度編成を開始。
    - 総合テレビでは前期連続テレビ小説『おていちゃん』（ - 10月1日、友里千賀子主演）、子供向け情報生番組『600こちら情報部』（ - 1984年3月30日）などが放送開始。[1]

  - フジテレビ系平日正午枠でこの日、日替わりバラエティ番組『12時開演!』が放送開始（ - 9月29日）。
- 7日 - TBS系列で、3日前（4月4日）に後楽園球場で行われた、キャンディーズの伝説の解散コンサートの模様を収録した『さよならキャンディーズ』を放送。関東地区で32.3%という高視聴率を記録。[6][7]
- 15日
  - NHK総合、「土曜ドラマ 鎌田敏夫シリーズ」にて、千葉真一主演のテレビドラマ『十字路 第一部』が放送開始。第二部は12月に放送された。
  - フジテレビ系で単発特別番組枠『土曜グランドスペシャル』を土曜19:30 - 20:54で開始。フジテレビが結成した女子プロ野球チーム「ニューヤンキース」の中継『オールスター対抗!女子野球大会』をメインにし、他にも様々な企画にニューヤンキースが出演した。また中断中の『欽ちゃんのドンとやってみよう!』ファンのために、『欽ドン!』の月1特番を放送したが、ニューヤンキースはプロ野球中継と共に出演しなかった。番組は同年8月26日まで続き、廃枠後は『欽ドン!』を再開、これに伴いニューヤンキースの試合は10月から土曜・日曜の午後で『激突!女子野球』として放送、それとは別に『火曜ワイドスペシャル』でも述べ3試合放送、1979年3月まで続けた。
- 30日・5月7日 - 日本テレビ開局25周年記念特別番組として、日曜夕方の演芸番組『笑点』初の海外公演としてアメリカ・サンフランシスコで行われた「笑点 亜米利加寄席」の模様を2週にわたり放送。

### 5月
- 2日 - NHK総合で歌謡番組『第4回ヤング歌の祭典』を放送。今までは5月5日に放送されていたが、この年は5月5日の20:00 - 22:55に海外映画『マネーチェンジャーズ 銀行王国』を放送（21:30 - 21:45はニュースのため中断）したために、2日に放送がずれ、また今まで同時放送していたNHKラジオ第1ではプロ野球中継『巨人×広島東洋』戦を18:25 - 21:30（ニュースのため中断あり）枠で放送したため、テレビだけの単独放送となった。この他、前回まで総合司会を務めた山川静夫（当時NHKアナウンサー）は今回は担当せず、代わりに西城秀樹と桜田淳子（「春組」キャプテン）、狩人とピンク・レディー（「夏組」キャプテン）、郷ひろみと森昌子（「秋組」キャプテン）、野口五郎と山口百恵（「冬組」キャプテン）といった、各チームのキャプテンが司会を務めた。しかし番組はこの回の放送をもって幕を降ろした。
- 8日
  - NHK総合で科学情報番組『ウルトラアイ』放送開始。司会は山川静夫（当時NHKアナウンサー）が務め、山川自らが実験台となった企画も番組の名物となった（- 1986年3月）。[1]
  - 日本テレビ系「月曜スター劇場」枠で、宇津井健主演のテレビドラマ『たんぽぽ』（第5シリーズ）[注釈 5]が放送開始（ - 10月30日。全26回）。シリーズ最終作。1973年のスタート以来、5年間、シリーズ全5作が制作された。
- 13日 - フジテレビ系で恒例特番『オールスター紅白大運動会』を放送。同大会は1975年より春大会を中断していたが、この年は後述の「ニューヤンキース」宣伝企画として、4年振りに開催（春秋開催も4年振り）。放送枠は『火曜ワイドスペシャル』ではなく『土曜グランドスペシャル』で放送、「土曜放送」と「21時を越えない」は初回（1967年11月放送）以来で、「19時台開始」は史上初。また『土曜グランドSP』はOPでニューヤンキースによる歌[注釈 6]が披露されたため、本大会でも冒頭でニューヤンキースによる歌が行われたが、これも史上初となる。なお同年10月17日は『火曜ワイドSP』で秋大会が放送されたが、この回より新競技「女子重量挙げ」がスタート。1984年まで行われる名物競技となる。
- 22日 - フジテレビ系月曜21時枠で放送中の『新・座頭市』（第2シリーズ）が、主演者・勝新太郎のアヘン不法所持による書類送検のため、急遽打ち切り。

### 6月
- 3日 - フジテレビ系土曜劇場で、田宮二郎主演の『白い巨塔』放送開始（ - 1979年1月6日）[1]。後述する通り、田宮は放送期間中に亡くなっている。
- 25日 - テレビ朝日系の日曜昼の演芸番組『大正テレビ寄席』が、この日の放送をもって15年の歴史に幕。

### 7月
- 1日 - フジテレビ系で恒例特番『オールスター紅白水泳大会』を放送。同番組は1973年以来『火曜ワイドスペシャル』枠で放送されていたが、この年はニューヤンキース宣伝のために『土曜グランドスペシャル』枠で放送しニューヤンキースも出場、「19時台開始」は史上初、「土曜放送」は唯一となる。なお8月12日には同枠で、ニューヤンキースを始めとする女性芸能人限定出場の特別版『真夏の水中フェスティバル 女の子で一杯満員御礼!!』を放送、総合司会は当時姉妹番組『オールスター寒中水泳大会』の司会者・小林大輔（当時局アナ）[注釈 7]が務め、収録も大磯ロングビーチではなく豊島園（としまえん）で行った。

### 8月
- 26日〜27日 - 日本テレビ系で、日本テレビ開局25周年記念番組のチャリティー長時間特別番組『24時間テレビ 「愛は地球を救う」』第1回を放送（以後、毎年継続）[1]。総合司会は大橋巨泉、萩本欽一らが務め、チャリティーパーソナリティはピンク・レディーが務めた。

### 9月
- 14日 - フジテレビ系木曜19時台前半枠で、松本零士原作のSFファンタジーアニメ『銀河鉄道999』（東映動画制作）が放送開始[1]。アニメ映画（1979年公開）もヒットするなどの社会現象となった（ - 1981年3月21日）。
- 28日
  - 日本テレビが、世界初の音声多重放送の実用化試験放送を開始。[1][8][9]
    - この日、日本テレビが、郵政省からNHKと共に初の音声多重実用化試験局の本免許が付与されたのを受け、日本テレビがその直後の午前10時01分、日本テレビのGスタジオでの生放送の『ミセス&ミセス』の番組内で、その免許を付与した服部安司郵政大臣と小林與三次日本テレビ社長がセレモニーに出席し、司会者が「第3のテレビ時代スタートの瞬間です。」とアナウンスした直後に、服部郵政相がステレオ放送のスイッチを入れ同放送が開始された。スイッチを入れた直後、ファンファーレによる演奏と共に、映像ではモノラルで聴いている視聴者の為に、左右のレベルメーターを画面に出して同放送開始の演出が行われ、その後引き続き同郵政相と日本テレビ社長の挨拶が、英語による同時通訳（副音声）と共に2か国語放送が行われた。さらにその後再びステレオ放送という形で、新音楽協会による演奏が放送された[注釈 8][1][10][11][12][13]。
    - 前述の開始を受けこの日から、『NNN JUST NEWS』・『NNNニューススポット』・『NNNきょうの出来事』等の報道番組で2か国語放送、19:30の『木曜スペシャル プロ野球中継』（巨人×広島東洋。後楽園球場）でステレオ放送を、それぞれ開始する[14]。更に翌日からも、同局のレギュラーを含む一部の番組がステレオ又は2か国語放送となる（詳細は、「#既存番組の音声多重化（年内開始番組を除く）」等を参照）。

  - TBS系でこの日、スペシャルドラマ『雲を翔びこせ』（21:05-22:55、出演：西田敏行、武田鉄矢他）を放送。この日は『ザ・ベストテン』を休止、21時から5分間のみその週のランキングをダイジェストで放送した。『ベストテン』が特別番組で休止となったのはこれが初である。
  - テレビ朝日系の視聴者参加クイズ番組『クイズタイムショック』で、1969年（昭和44年）の放送開始から9年9か月司会を務めた田宮二郎（俳優）がこの日の放送（第504回）を最後に降板。なお、同日の放送では「中学生親子大会」が行われた[注釈 9]。

### 10月
- 1日
  - NHK総合テレビがこの日に音声多重放送を開始[1][15]。
    - 記念番組として、この日放送の『NHK交響楽団演奏会』が最初の番組としてステレオで放送される[16][17]。
    - 更にこの日から『（午後5時台の）ニュース』（この日は番組編成により午後5時半より開始）が二か国語放送で[18][17]、『名曲アルバム』がステレオ放送で（この日は2回各々別の曲を放送）[19][20][17]それぞれ放送される様になったのを始め、レギュラーを含む一部の番組がステレオ又は二か国語放送となる（詳細は、「#既存番組の音声多重化（年内開始番組を除く）」等を参照）。
    - 東京と大阪ではこの日から、放送開始・終了のコールサインも二か国語放送となる[21]が、郵政省（当時）の告示により、翌年8月8日にモノラル放送に戻った[22]。

  - 日本テレビ系
    - 『日曜スペシャル』、松下電器産業（後のパナソニック）の一社提供による音声多重放送開始記念特番『これが音声多重放送だ!』を放送[17][23]。この番組は、この日に音声多重放送を開始した読売テレビでは、同放送の最初の番組として放送された[24]
    - それまで主に青春ドラマを放送していた日曜20時枠に、日テレ開局25周年記念ドラマ『西遊記』が放送開始[1][17]。孫悟空役に堺正章、三蔵法師役に夏目雅子、猪八戒役に西田敏行、沙悟浄役に岸部シロー（後の岸部四郎）らを起用した。音楽はゴダイゴのメンバーであるミッキー吉野が担当し、ゴダイゴによるオープニング曲「モンキー・マジック」とエンディング曲「ガンダーラ」が共に大ヒット、更に同ドラマのサントラ盤LPがオリコンの週間アルバム・チャート及び1979年度年間同チャートにて1位を記録。ゴダイゴはこれで一躍有名になった（同番組及び同サントラ盤の項目も参照）。

  - 東京12チャンネル（後のテレビ東京）で、大正製薬一社提供による演歌専門の歌謡番組『演歌の花道』が放送開始[17]。2000年9月まで22年続く長寿番組となる（終了後も特番として放送）[注釈 10]。
  - 関西テレビで、上岡龍太郎司会による新婚カップルを迎えてのトーク・ゲームバラエティ番組『花の新婚!カンピューター作戦』がこの日関西ローカルで放送開始（ - 1991年3月31日）。その後、一部のフジテレビ系列局や独立UHF局にも番販ネットされ、キー局のフジテレビでも一時期ながらネットされた。
- 2日
  - フジテレビが音声多重放送を開始[25]。
    - これを受け、この日の神宮球場からのプロ野球中継「ヤクルト対巨人戦」を急遽ステレオ放送に変更して放送[注釈 11]。
    - 更に『夜のヒットスタジオ』がこの日から[26]、『ミュージックフェア』が翌日（3日）から[27]それぞれステレオ放送になったのを始め、同局のレギュラーを含む一部の番組がステレオ又は二か国語放送となる（詳細は、「#既存番組の音声多重化（年内開始番組を除く）」を参照）。

  - NHK後期連続テレビ小説『わたしは海』放送開始（相原友子（後のあいはら友子）主演、 - 1979年3月31日)。[1][26]
- 3日 - 関西テレビ・フジテレビ系で、千葉真一主演、東映制作の時代劇『柳生一族の陰謀』が放送開始、千葉は時代劇のテレビドラマ初出演となり、同作で2年ぶりに時代劇枠を復活させた。
- 5日
  - 日本テレビ系『木曜スペシャル』で、過去同局で25年間に放送された主な番組や世相などを振り返る開局25周年記念番組『力道山からピンク・レディーまで テレビ25年総集編』を放送。なお翌1979年1月1日には、再編集版『かくし芸なんかじゃない!なつかしの爆笑VTR テレビ25年総集編・2』を放送した。
  - テレビ朝日系『クイズタイムショック』、田宮二郎の後任の2代目司会として俳優の山口崇が同日放送分（第505回）より就任（1986年3月の第1期番組終了まで担当）。
- 7日 - 日本テレビ系で、日本民謡コンテスト番組『日本民謡大賞』をこの年から放送開始（ステレオ放送）。1992年まで15回続く。

### 11月
- 11日 - 読売テレビが、この日の西宮球場からの中継による自社制作番組『日米野球第10戦』にて、自社制作番組初のステレオ放送を実施[28]。更に翌々日（13日）からは、『ワイドショー今』がステレオ放送となる[29]。
- 20日 - TBSが音声多重放送を開始[1][30][31][32]。この日から、『JNNニュースコープ』の二か国語放送（土・日はモノラル放送）を皮切りに[5][31][33]、同局のレギュラーを含む一部の番組がステレオ又は二か国語放送となる（詳細は、「#既存番組の音声多重化（年内開始番組を除く）」等を参照）。

### 12月
- 10日 - 毎日放送が音声多重放送を開始[34][35][36]。
  - 開始記念番組として、『音楽は今、新しい風景を求める』がステレオで放送される[37]。
  - 更に『もうひとつの旅』（TBS系全国ネット）がこの日の放送から[37]、『スタジオ2時』が翌日（11日）から[38]それぞれステレオ化される。
- 17日 - テレビ朝日が音声多重放送を開始[36][39][40]。この日から、20時54分からのニュースの二か国語放送を皮切りに[41]、同局のレギュラーを含む一部の番組がステレオ又は二か国語放送となる（詳細は、「#既存番組の音声多重化（年内開始番組を除く）」を参照）。
- 25日 - 東京12チャンネルが音声多重放送を開始[36][42][43]。
  - 15時半からの『多重放送開始のご案内』を皮切りに、続けて開始記念番組として、映画『若草物語』が二か国語で続けて放送された[44]。
  - また、この日から、『日立サウンドブレイク』がステレオ放送になったのを始め[44]、同局のレギュラーを含む一部の番組がステレオ又は二か国語放送となる。
- 29日 - テレビ朝日系のトーク番組『徹子の部屋』のこの日のゲストとしてタモリが出演[注釈 12]。以後毎年末の恒例ゲストとなり、2013年まで36年連続で年末に出演[注釈 13]。
- 31日
  - TBS系『日本レコード大賞』、NHK総合『紅白歌合戦』が共に、この年からステレオ放送となる。[45]
  - 日本テレビ系で、ピンク・レディーを中心にしたチャリティー音楽バラエティ番組『ピンク・レディー汗と涙の大晦日150分!!』を新宿コマ劇場から生中継（ステレオ放送）[1]。ピンク・レディーはこの番組のため、この年開催の『第29回NHK紅白歌合戦』の出場を辞退した。またこの日のピンク・レディーは直前の『第20回日本レコード大賞』（TBS）で「UFO」でレコード大賞を受賞した。
  - フジテレビ系『くいしん坊!万才』の第2代くいしん坊を務めた俳優の竜崎勝がこの日の放送を最後に降板。1977年7月4日から1年半、約390回に亘って担当した[46][注釈 14]。

## その他テレビに関する話題

### 1 - 6月

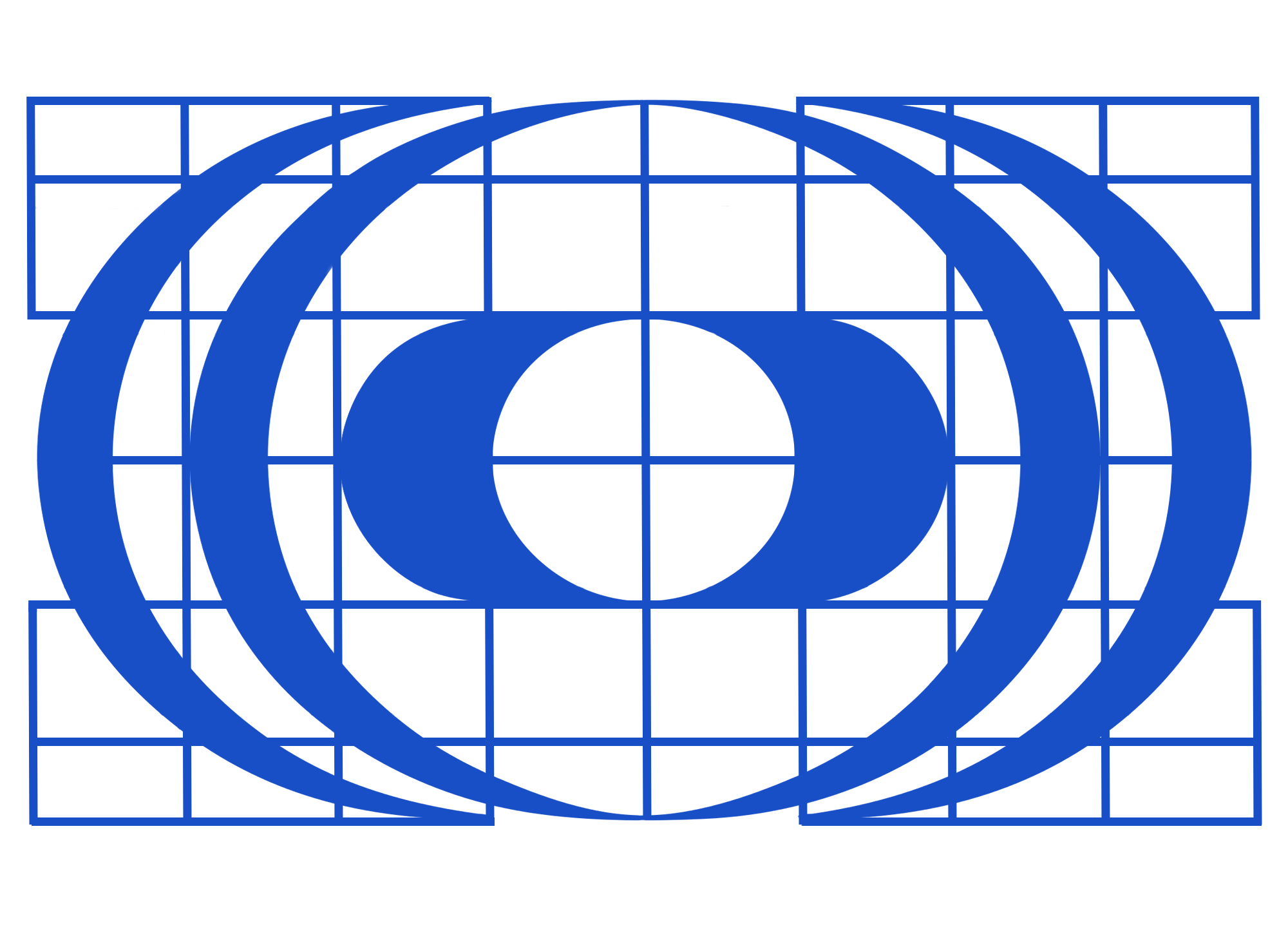
日本テレビの2代目社章

- 1月1日 - 日本テレビが開局25周年にあたり、社章を「NTV」を丸で囲ったものから、地球を模した「日」の字のものに変更。
- 3月 - NHK放送技術研究所が、1インチ3電極サチコン撮像管を使った単管カラーカメラと短縮型 2/3インチサチコン使用の3管ハンディーカメラを開発。[1]
- 4月 - フジテレビがイメージソング「愛のメッセージ」（阿久悠作詞、都倉俊一作曲）を制定、この月より放送などで使用開始。
- 4月8日 - 世界初の実験用放送衛星「ゆり1号」が打ち上げられる。[1]

### 7 - 12月

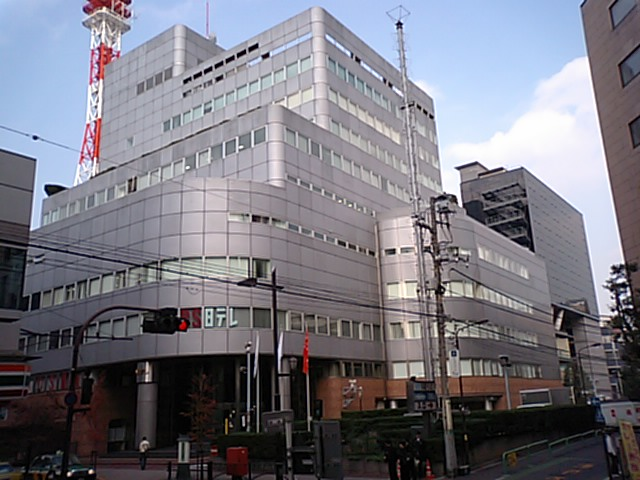
日本テレビ本社南本館完成（8月26日）

- 7月1日 - 静岡県第3番目の民放局、静岡県民放送（通称：静岡けんみんテレビ・SKT、後の静岡朝日テレビ・SATV）開局[1][47]。当時は日本テレビとテレビ朝日のクロスネット局として開局。
- 8月26日 - 日本テレビ本社南本館（後の麹町分室）竣工（2019年解体）。
- 8月28日 - 日本テレビが開局25周年。社史「大衆と共に25年」を刊行（全2冊。沿革史[48][49]、写真集[50][51]）。
- 9月22日 - 郵政省、初の音声多重実用化試験局の予備免許を、東京と大阪のNHK総合テレビ及び民放6局(日本テレビ、TBS、フジテレビ、テレビ朝日、東京12チャンネル、讀賣テレビ放送)に付与する。[1][52][53]
- 9月28日 - 郵政省、初の音声多重実用化試験局の本免許を、東京と大阪のNHK総合テレビと日本テレビに付与する。これを受け、日本テレビがその直後に当時の服部安司郵政大臣を迎えて、世界初の音声多重放送を開始した[10]のを皮切りに、在京・在阪を始めとするNHK・民放各局等が、相次いでそれを開始する（各局の開始日については、下記に記述)。それまでのテレビの音声はモノラルであったが、この開始により、音声のステレオ放送や2か国語放送が行われるようになる[54]。1980年からは、副音声を使った2音声多重放送（テレビ画面の内容と関連した解説放送、歌番組のカラオケ放送、スポーツ番組の別実況や実況のない場内音声のみの放送等）も行われるようになった。又、この当時、当時の電電公社のテレビ用のマイクロ同時ネット回線がステレオに対応していなかったため、ネット受けは2か国語放送のみの対応だった(それのステレオ化整備完了は、東名阪及び北陸地域に於いては、翌年の8月8日だった。[55][56])。その為、ネット受け局でステレオで放送したい場合は、事前に別途ビデオ送りをして対応した[注釈 15][28][57]。
- 10月 - 岩手放送（後のIBC岩手放送、TBS系）が開局25周年事業として「岩手百科事典」を刊行。
- 12月28日 - 俳優の田宮二郎が猟銃で自殺（43歳没）。なお、田宮が当時主演していたフジテレビ系『白い巨塔』（土曜劇場）では12月30日放送（第30回）の冒頭と1979年1月6日放送（最終回）の最後に田宮を追悼するテロップが表示された。なお、同ドラマの収録は11月15日で全て終了しており、田宮の自殺前に最終回分までの編集・制作も既に完了していたため[注釈 16]、同ドラマの放送に支障が出る事は無かった。
- 12月31日 - NHK総合『第29回NHK紅白歌合戦』と日本テレビ系『ピンク・レディー汗と涙の大晦日150分!!』に於いて(共に生放送)、各々ネット受けをしていた大阪のテレビ局(NHK大阪放送局及び読売テレビ)が共に、テレビのネット受けでは初めてのステレオ放送を実施。[58][45]

## 開局
- 7月1日 - 静岡けんみんテレビ[1]

## 音声多重放送開始(当時は実用化試験放送)
- 9月28日 - 日本テレビ[1][8][9][10][11][12][13]
- 10月1日 - NHK総合テレビ(東京・大阪)[1][15]、読売テレビ[24][25]
- 10月2日 - フジテレビ[25]
- 11月20日 - TBSテレビ[1][30][31][32]
- 12月10日 - 毎日放送(MBS)テレビ[34][35][36]
- 12月17日 - テレビ朝日[36][39][40]
- 12月23日 - 北日本放送テレビ(富山県 地方ローカルテレビ局では初)[36][59][60]
- 12月25日 - 東京12チャンネル（後のテレビ東京）[36][42][43]

## 周年

### 番組
- 放送開始20周年
  - 『ロッテ 歌のアルバム』（TBS）
- 放送開始15周年
  - 『大河ドラマ』（NHK総合）
  - 『新日本紀行』（NHK総合）
  - 『あなたのメロディー』（NHK総合）
  - 『キユーピー3分クッキング』（日本テレビ、1月21日）[注釈 17]
  - 『ロンパールーム』（日本テレビ）
  - 『アップダウンクイズ』（毎日放送）[注釈 18]
- 放送開始10周年
  - 『連想ゲーム』（NHK総合）
  - 『3時のあなた』（フジテレビ）
  - 『ポーラテレビ小説』（TBS）
  - 『夜のヒットスタジオ』（フジテレビ）
  - 『HTBニュースロータリー』（北海道テレビ）
- 放送開始5周年
  - 『金曜10時!うわさのチャンネル!!』（日本テレビ）
  - 『3時にあいましょう』（TBS）
  - 『プロポーズ大作戦』（朝日放送）[注釈 19]
  - 『ひらけ!ポンキッキ』（フジテレビ）

### 開局・放送開始
- 2月1日 - 日本放送協会（NHK）テレビジョン本放送開始25周年。
- 2月22日 - NHK熊本、鹿児島放送局総合テレビジョン放送開始20周年。
- 3月1日、RKB毎日放送テレビジョン放送開始20周年
- 4月1日
  - 開局15周年 - 福島テレビ
  - 開局5周年 - 奈良テレビ放送
- 6月1日 - 山陽放送テレビジョン放送開始20周年
- 6月29日 - NHK岡山放送局教育テレビジョン放送開始15周年
- 7月1日 - 西日本放送テレビジョン放送開始20周年
- 8月12日 - 岐阜放送テレビジョン放送開始10周年
- 8月28日
  - 開局25周年 - 日本テレビ放送網
  - 開局20周年 - 讀賣テレビ放送、テレビ西日本
- 10月15日 - NHK富山放送局総合テレビジョン放送開始20周年
- 10月25日 - 信越放送テレビジョン放送開始20周年
- 11月1日
  - テレビジョン放送開始20周年 - 静岡放送
  - 開局10周年 - テレビ静岡
- 11月3日 - 北海道テレビ放送開局10周年
- 11月15日 - NHK長野放送局総合テレビジョン放送開始20周年
- 11月22日 - 関西テレビ放送開局20周年
- 12月1日
  - テレビジョン放送開始20周年 - NHK新潟総合、北陸放送、南海放送
  - テレビジョン放送開始15周年 - NHK北見、甲府、長崎、宮崎教育
- 12月16日 - 新潟総合テレビ開局10周年
- 12月23日 - NHK長崎放送局総合テレビジョン放送開始20周年
- 12月24日 - 新潟放送テレビジョン放送開始20周年
- 12月25日 - 東海テレビ放送開局20周年
- 12月28日 - NHK盛岡放送局総合テレビジョン放送開始20周年

## 記念回
- 500回以上
  - 夜のヒットスタジオ（フジテレビ） - 500回、6月5日
  - クイズタイムショック（テレビ朝日） - 500回、8月31日
- 100回以上
  - 8時だョ!全員集合（TBS） - 400回
  - 太陽にほえろ!（日本テレビ） - 300回
  - 必殺シリーズ（朝日放送） - 300回[注釈 20]

## 視聴率
（※関東地区、ビデオリサーチ調べ）

### ドラマ
1. 連続テレビ小説 おていゃん（NHK総合、9月11日）50.0%
2. 連続テレビ小説 わたしは海（NHK総合、10月19日）42.1%
3. 水戸黄門 第9部（TBS、12月18日）41.8%
4. 水戸黄門 第8部（最終回）（TBS、1月30日）41.2%
5. 連続テレビ小説 風見鶏（NHK総合、1月30日）41.0%
6. ドラマ人間模様・夫婦（最終回）（NHK総合、6月25日）34.8%
7. 大河ドラマ 黄金の日日（NHK総合）34.4%　※最高視聴率
8. Gメン'75（TBS、1月28日）32.2%
9. 大岡越前 第5部（TBS、2月6日）31.6%
10. 大都会 PARTII（日本テレビ、2月28日）24.7%
11. 森村誠一シリーズ・人間の証明（TBS、4月1日）24.7%

### 映画
1. 月曜ロードショー『犬神家の一族』（TBS、1月16日）40.2%
2. ゴールデン洋画劇場特別企画『人間の証明』（フジテレビ、10月6日）35.7%[注釈 21]

### アニメ
1. サザエさん（フジテレビ、10月29日）39.2%
2. ルパン三世（最終回）（日本テレビ、12月8日）32.5%※
3. 科学忍者隊ガッチャマンII（フジテレビ、10月22日）27.1%[61]

※印は再放送。

### スポーツ
1. 第60回全国高等学校野球選手権大会・閉会式（NHK総合、8月20日 14:20-15:25）50.6%
2. 第60回全国高等学校野球選手権大会・閉会式（NHK総合、8月20日 12:55-14:19）45.9%
3. プロ野球日本シリーズ「ヤクルト対阪急」第7戦（フジテレビ、10月22日）45.6%
4. WBA世界Jフライ級タイトルマッチ「具志堅用高×ハイメ・リオス」（TBS、5月7日）43.2%
5. 大相撲九州場所・千秋楽（NHK総合、11月26日 16:36-18:00）42.1%
6. 大相撲九州場所・14日目（NHK総合、11月25日 17:04-18:00）39.8%
7. '78プロ野球オールスターゲーム・第1戦（TBS、7月22日）34.6%

### バラエティ・歌番組
1. 第29回NHK紅白歌合戦（NHK総合、12月31日）72.2%
2. '78新春スターかくし芸大会（フジテレビ、1月2日）43.3%
3. 20周年記念 輝く!日本レコード大賞（TBS、12月31日）42.9%
4. 笑点（日本テレビ、10月15日）34.3%
5. 第10回思い出のメロディー（NHK総合、8月12日）32.8%
6. さよならキャンディーズ（TBS、4月7日）32.3%
7. 輝け!!第9回日本歌謡大賞 （テレビ朝日、11月15日）30.9%
8. スター誕生!（日本テレビ、5月7日）28.1%
9. NTV紅白歌のベストテン（日本テレビ、4月24日）24.8%

### ニュース・報道番組
1. NHKニュース（NHK総合、12月31日 20:55-21:00）43.4%
2. NHKニュース（NHK総合、4月25日 7:00-7:35）41.2%
3. テレビロータリー（NHK総合、4月26日）40.3%
4. ゆく年くる年（NHK総合、12月31日）39.5%
5. スタジオ102（NHK総合、9月30日）39.2%

## テレビ番組

### テレビドラマ

#### NHK
- 土曜ドラマ
  - 十字路（主演：千葉真一）
- 大河ドラマ 黄金の日日（主演：市川染五郎 (6代目)（後の2代目松本白鸚））
- 連続テレビ小説
  - おていちゃん（主演：友里千賀子）
  - わたしは海（主演：相原友子）
- ドラマ人間模様
  - 事件（出演：若山富三郎、大竹しのぶ、いしだあゆみ 他）
  - 夫婦（出演：芦田伸介、山岡久乃 他）

#### 日本テレビ系
- 月曜スター劇場
  - たんぽぽ（第5シリーズ）（主演：宇津井健） - シリーズ最終作。
  - あすなろの詩（出演：池内淳子、三浦友和、夏目雅子、宮崎達也、山口紀子、香坂みゆき、長門裕之、菅原謙次、佐藤允、宇津宮雅代、中原早苗、草薙幸二郎、渡辺文雄、園佳也子、杉村春子 他）
- 火曜9時枠
  - 大追跡（出演：加山雄三、沖雅也、柴田恭兵、長谷直美、藤竜也 他）
  - 大都会 PARTIII（出演：石原裕次郎、渡哲也 他）
- 火曜劇場
  - いのちの絶唱（出演：大原麗子、国広富之、中尾彬、山形勲、南田洋子 他）
  - 愛の死線（出演：島田陽子、北大路欣也、白川由美、神山繁 他）
  - 白足袋の女（出演：池内淳子、北村和夫、小山明子、江原真二郎、秋野暢子、荻島眞一 他）
  - 愛のトロフィー（出演：竹脇無我、国広富之、小川知子 他）
- 木曜9時枠（よみうりテレビ制作）
  - 空は七つの恋の色（出演：国広富之、新井春美（後の新井晴み）、八千草薫 他）
  - 恋人たちの垣根（出演：松坂慶子、林隆三 他）
- 金曜劇場
  - ハッピーですか?（出演：江藤潤、桃井かおり、田中邦衛、伴淳三郎 他）
  - 犬笛 娘よ、生命の笛を吹け（出演：あおい輝彦、市毛良枝、川津祐介 他）
  - 消えた巨人軍（出演：藤岡弘、水沢アキ 他）
  - 熱中時代（主演：水谷豊）
- グランド劇場
  - おとこ同志おんな同志（出演：堺正章、杉浦直樹、池上季実子、岸田今日子 他）
  - 貝がらの街（出演：三浦友和、大空真弓、木之内みどり 他）
  - パパの結婚（出演：加山雄三、竹下景子、山岡久乃 他）
  - オレの愛妻物語（出演：水谷豊、大竹しのぶ、藤岡琢也 他）
  - 姿三四郎（日本テレビ開局25周年記念番組。出演：勝野洋、沖雅也、竹下景子 他）
- 日曜8時枠
  - 青春ド真中!（主演：中村雅俊）
- ゆうひが丘の総理大臣（主演：中村雅俊）
- おてんば人生[注釈 22]

#### TBS系
- ナショナル劇場
  - 大岡越前・第5部（主演：加藤剛）
  - 水戸黄門・第9部（主演：東野英治郎）
- ポーラテレビ小説
  - 夫婦ようそろ（主演：山本みどり）
  - こおろぎ橋（主演：樋口可南子）
- 火曜8時
  - やあ!カモメ（出演：篠田三郎、香山美子、秋野太作 他）
  - アヒル大合唱（出演：山本陽子、梅宮辰夫、篠田三郎 他）
- 火曜9時
  - 八甲田山
  - 三男三女婿一匹第2シリーズ
  - 混声の森（原作：松本清張／出演：丹波哲郎、いしだあゆみ、東野英治郎 他）
  - 人はそれをスキャンダルという（主演：山口百恵）
- 火曜10時
  - 刑事スタスキー&ハッチ（第2シーズン）（二か国語）- 米ABCのテレビドラマ[62]
- 水曜劇場
  - ムー一族（出演：伊東四朗、渡辺美佐子、郷ひろみ、清水健太郎、樹木希林 他）
- 木曜座
  - 華やかな孤独（毎日放送制作。出演：竹脇無我、山本陽子、田中健 他）
  - 愛がわたしを（出演：大原麗子、近藤正臣、江藤潤、名取裕子 他）
  - あした泣く（出演：古谷一行、小柳ルミ子、酒井和歌子、芦田伸介、宍戸錠 他）
- 金曜9時
  - 赤い絆（主演：山口百恵、国広富之）- 1977年12月 - 1978年6月
  - 赤い激突（主演：宇津井健）[63]
- 金曜ドラマ
  - 遠ざかる足音（原作：曽野綾子／出演：新珠三千代、渡辺文雄、多岐川裕美、渡瀬恒彦、森下愛子 他）
  - 夢のあとに（原作：海渡英祐「燃えつきる日々」／主演：石坂浩二、竹下景子）[63]
  - 家族熱（出演：浅丘ルリ子、三浦友和 他）
  - 波（主演：加藤剛、秋吉久美子）
- 花王 愛の劇場
  - 声・赤い耳鳴り（出演：小林千登勢 他）[63]
- スポーツケンちゃん（主演：岡浩也） - ケンちゃんシリーズ。父親役の牟田悌三がこの作品を最後に降板。
- 雲を翔びこせ（9月28日、出演：西田敏行、武田鉄矢 他）

#### フジテレビ系
- 火曜10時枠（関西テレビ制作）
  - 炎の家・愛は二度生まれる（出演：浜木綿子、津川雅彦、植木等、音無美紀子 他）
  - 忘れがたき日々（出演：三田佳子、丹波哲郎、黒沢年男（後の黒沢年雄）、篠ひろ子 他）
  - 柳生一族の陰謀（主演：千葉真一） - 同作より2年ぶりに時代劇枠が復活した。
- 土曜劇場
  - 魂の試される時（出演：十朱幸代、清水健太郎、佐藤慶 他）
  - 白い巨塔（主演：田宮二郎）
- 大空港（出演：鶴田浩二 他）

#### テレビ朝日系
- 火曜9時枠時代劇
  - 江戸の鷹 御用部屋犯科帖（出演：三船敏郎、田中邦衛、中谷一郎、田中健、坂上二郎、奈良富士子 他）
  - 破れ新九郎（主演：萬屋錦之介）
- 日曜8時枠時代劇 ※第3期
  - 浮浪雲（主演：渡哲也）
  - おはなちゃん繁昌記（主演：森昌子）
- 月曜9時枠 ※第6期
  - 新幹線公安官（第2シリーズ。出演：西郷輝彦、坂口良子 他）※第1回作品
  - 亭主の家出（KBC制作。フルネット局〈ANB・HTB・KHB・NBN・ABC・UHT・KSB〉共同制作。出演：小林桂樹 他）
- ナショナルゴールデン劇場
  - 渡された場面（原作：松本清張／出演：杉浦直樹、太地喜和子 他）
  - 敵か?味方か?3対3（出演：三浦友和、水沢アキ、薬師丸博子（後の薬師丸ひろ子） 他）
- 金曜9時枠（朝日放送制作）
  - 東京メグレ警視シリーズ（フルネット局〈ANB・HTB・KHB・NBN・UHT・KSB・KBC〉共同制作。出演：愛川欽也、中村敦夫、市原悦子、金子信雄、佐藤友美 他）
  - チェックメイト78（出演：松方弘樹、財津一郎、萩尾みどり 他）
- 必殺シリーズ（朝日放送制作）
  - 江戸プロフェッショナル・必殺商売人（第12作。出演：藤田まこと、梅宮辰夫、草笛光子、火野正平、鮎川いづみ（後の鮎川いずみ） 他）
  - 必殺からくり人・富嶽百景殺し旅（第13作。出演：沖雅也、山田五十鈴、芦屋雁之助 他）
  - 翔べ! 必殺うらごろし（第14作。出演：中村敦夫、市原悦子、和田アキ子、火野正平、鮎川いづみ）
- 吉宗評判記 暴れん坊将軍（主演：松平健）

#### 東京12チャンネル
- 疾風同心（主演：和田浩治）

### テレビアニメ
- 世界名作劇場 ペリーヌ物語（フジテレビ）
- 魔女っ子チックル（テレビ朝日）
- 宇宙海賊キャプテンハーロック（テレビ朝日）
- 闘将ダイモス（テレビ朝日）
- SF西遊記スタージンガー（フジテレビ）
- 未来少年コナン（NHK総合）
- 一球さん（フジテレビ）
- まんがはじめて物語（TBS）
- 野球狂の詩（フジテレビ）
- 無敵鋼人ダイターン3（名古屋テレビ）
- はいからさんが通る（朝日放送）
- 星の王子さま プチ・プランス（朝日放送）
- 宇宙魔神ダイケンゴー（テレビ朝日）
- 銀河鉄道999（フジテレビ）
- 科学忍者隊ガッチャマンII（フジテレビ）
- まんがこども文庫（毎日放送）
- 宝島（日本テレビ）
- 宇宙戦艦ヤマト2（よみうりテレビ）
- 新エースをねらえ!（日本テレビ）
- ピンクレディー物語 栄光の天使たち（東京12チャンネル）
- キャプテンフューチャー（NHK総合）

### 特撮番組
- 透明ドリちゃん（テレビ朝日）
  - 出演：柿崎澄子、佐藤允、安藤一人、曽我町子、小牧りさ、藤村有弘 他
- スターウルフ→宇宙の勇者スターウルフ（よみうりテレビ）
  - 出演：東竜也、宍戸錠、高橋長英、湯川勉、立山博雄、谷川みゆき、山本昌平、島崎奈々、高橋和枝 他
- スパイダーマン（東京12チャンネル）
  - 出演：香山浩介、大山いずみ、安藤三男、賀川雪絵  他
- 宇宙からのメッセージ・銀河大戦（テレビ朝日）
  - 出演：真田広之、織田あきら、堀田真三、藤山律子 他
- 恐竜戦隊コセイドン→恐竜戦隊コセイドン 戦え!人間大砲コセイダー（東京12チャンネル）
  - 出演：大西徹也、村野奈々美、佐藤蛾次郎、草野大悟 他
- UFO大戦争 戦え! レッドタイガー（東京12チャンネル）
  - 出演：中屋敷鉄也、古谷徹 他
- ふしぎ犬トントン（フジテレビ）
  - 出演：坂上忍、滝雅也 他
- 西遊記（日本テレビ） - 日本テレビ開局25周年記念番組
  - 出演：堺正章、夏目雅子、西田敏行、岸部シロー（後の岸部四郎） 他
- ブラザー劇場 コメットさん（TBS） - 『ブラザー劇場』最終作
  - 出演：大場久美子

### 報道・情報番組
- 600 こちら情報部（NHK総合）
- 11時にあいましょう（TBS）
- 日曜夕刊!こちらデスク（テレビ朝日）
- FNNニュースレポート6:00（フジテレビ）
- こちらニューススタジオ（東京12チャンネル）
- おはようYBC・けさの主張（山形放送）[64]
- 6時のNEWS（中京テレビ）
- アタック630（関西テレビ）
- イブニングニュース630（東海テレビ）
- テレポートTNC（テレビ西日本）
- stsニュースレポート（サガテレビ）
- ニュースインおおいた（テレビ大分）
- 土曜スタジオ ハロー大分（テレビ大分）
- KBCニュースプラザ（九州朝日放送）

### バラエティ番組
- スター㊙訪問!!（日本テレビ）
- NTVザ・ヒット! ピンク百発百中（日本テレビ）
- 歌まね振りまね（新）スターに挑戦!!（日本テレビ）
- UFOセブン大冒険（TBS）
- マジカル7大冒険（TBS）
- お笑い大集合（フジテレビ）
- 12時開演! あなたが主役!（フジテレビ）
- 12時開演! おしかけ寄席（フジテレビ）
- 12時開演! 買物ゲーム用意ド〜ン!（フジテレビ）
- アッ!はぷにんぐ・ニューイヤー（フジテレビ） - 1月1日。
- '78わんぱくチビッコ大集合!（フジテレビ、12月31日） - 子供向け番組、最終放送。
- 走れ! ピンク・レディー（テレビ朝日）
- まっ昼間!笑っちゃおう（テレビ朝日）
- 春だヨ!番組対抗オールスター爆笑ゲーム大会（テレビ朝日） - 3月29日。
- ハロー! ピンクレディー（東京12チャンネル）
- ふたりは恋愛中（東京12チャンネル）
- ウルトラ千一夜大冒険!走れアリババ（名古屋テレビ）- 子供向け番組
- 花の新婚!カンピューター作戦（関西テレビ）

### クイズ番組
- 脱線問答（NHK総合）
- 家族対抗クイズ合戦（後の『クイズ100人に聞きました』）（TBS）
- スター家族スタジオ（フジテレビ）

### 音楽番組
- ザ・ベストテン（TBS）
- 12時開演! 電リク!スター歌謡曲（フジテレビ）
- 12時開演! ヒットパンチショー（フジテレビ）
- 歌謡とんでる'78（テレビ朝日）
- 笑アップ歌謡大作戦（テレビ朝日）
- 演歌の花道（東京12チャンネル→テレビ東京）
- ちびっこ歌まねベストテン（東京12チャンネル）
- 友子ヤングコンサート（東京12チャンネル）
- 日立サウンドブレイク（12月25日よりステレオ[44]）（東京12チャンネル→テレビ東京）
- 第1回日本民謡大賞（ステレオ）（10月7日。日本テレビ）
- 音楽は今、新しい風景を求める（ステレオ）（12月10日。毎日放送）- 毎日放送音声多重放送開始記念番組[37]
- ピンク・レディー汗と涙の大晦日150分!!（ステレオ）（12月31日。日本テレビ）

### トーク番組
- 12時開演! おふたりさん!出番です（フジテレビ）

### 教養・ドキュメンタリー番組
- ウルトラアイ（NHK総合）
- ペペとミミ（NHK教育）
- '78怪奇と驚異大特集（テレビ朝日） - 『キャプテンハーロック』開始までのつなぎ番組。
- てれび博物館 それってホント!?（東海テレビ）
- 私のスター探検（朝日放送）

### 紀行・旅番組
- わが旅わが心（フジテレビ）[65]
- わたしは旅をする（朝日放送）
- もうひとつの旅（12月10日放送回よりステレオ放送[37]）（毎日放送）

### スポーツ番組
- アメリカ大リーグ実況中継（フジテレビ） 
  - アメリカ大リーグアワー（フジテレビ）
- オールスター対抗!女子野球大会（フジテレビ）
- 激突!女子野球（フジテレビ）

### 単発特別番組枠
- 土曜特番（東京12チャンネル）
- 土曜グランドスペシャル（フジテレビ）
- お茶の間スペシャル（フジテレビ）
- サンデーイベントアワー（フジテレビ、関東ローカル）
- 土曜アンコールアワー（テレビ朝日、関東ローカル） - 第1回は『〜オールスター爆笑ゲーム大会』。

### 開局記念番組
- 笑点 亜米利加寄席（日本テレビ、4月25日・5月2日） - 開局25周年記念番組
- 24時間テレビ 「愛は地球を救う」（日本テレビ、8月26日・27日）第1回 - 開局25周年記念番組
- 力道山からピンク・レディーまで テレビ25年総集編（日本テレビ、10月5日） - 開局25周年記念番組。翌1979年1月1日にも再編集版を放送。

### 特別番組
- 音楽バラエティショウ特別企画 これが音声多重放送だ!（ステレオ・二か国語）（日本テレビ 10月1日）- 日本テレビ・読売テレビ音声多重放送開始記念番組（「日曜スペシャル」枠）[17]

### 既存番組の音声多重化（年内開始番組を除く）
9月28日、日本テレビ『ミセス&ミセス』内での音声多重放送開始セレモニー（前述）を除く。

#### ステレオ放送化
- プロ野球中継
  - 日本テレビ - 9月28日から（当初は後楽園球場からの中継のみ）[14]
  - フジテレビ - 10月2日から随時（当初は関東地区からの中継のみ）
  - 読売テレビ - 11月11日から（当初は関西地区からの中継のみ）[24]
- 金曜10時!うわさのチャンネル!!（日本テレビ） - 9月29日から毎回[66]
- TVジョッキー 日曜大行進（日本テレビ） - 10月1日から毎回[17]
- NHK交響楽団演奏会（不定期放送）（NHK総合） - 10月1日から[16][17]
- 名曲アルバム（NHK総合） - 10月1日から毎回[17][19][20]
- NTV紅白歌のベストテン（日本テレビ） - 10月2日から毎回[26]
- 夜のヒットスタジオ（フジテレビ） - 10月2日から毎回[26]
- ビッグショー（NHK総合） - 10月3日から随時
- ミュージックフェア（フジテレビ） - 10月3日から毎回[27]
- コッキーポップ（日本テレビ） - 10月から[注釈 23]
- ワイドショー今（読売テレビ） - 11月13日から毎回[29]
- クイズダービー（TBS） - 11月25日から毎回[67]
- サウンド・イン"S"（TBS） - 11月26日から毎回[67][68]
- 全日本有線放送大賞（読売テレビ） - この年（第11回）から、年間大賞（この年は12月7日放送）が毎年ステレオ化[注釈 24][69]
- スタジオ2時（毎日放送） - 12月11日から毎回[38]
- FNS歌謡祭（フジテレビ） - この年（第7回）から、本選（この年は12月19日放送）が毎年ステレオ化[注釈 25][70]
- 題名のない音楽会（テレビ朝日） - 12月24日から毎回[71]
- あなたが選ぶ全日本歌謡音楽祭（テレビ朝日）- この年から、決勝が毎年ステレオ化（この年は12月26日放送。12月12日放送の入賞者発表は、テレビ朝日が音声多重放送を始めていない為、モノラル放送。）[62]
- 日本レコード大賞（TBS） - 12月31日のこの年（第20回）から毎年
- NHK紅白歌合戦（NHK総合） - 12月31日のこの年（第29回）[45]から毎年

#### 二か国語放送化
- NNN JUST NEWS（日本テレビ）- 9月28日から毎回[14]
- NNNきょうの出来事（日本テレビ）- 9月28日から毎日[14]
- 20時54分からのニュース（6分枠）
  - 日本テレビ - 9月28日から毎日[14]
  - フジテレビ - 10月2日から毎日[26]
  - テレビ朝日 - 12月17日から毎日[41]
- 21時54分からのニュース（6分枠）（日本テレビ）- 9月28日から毎日[14]
- NNN日曜夕刊 - 10月1日から毎回[17]
- NHK （午後5時台の）ニュース（NHK総合） - 10月1日から毎日（編成上放送しない日もあり）[17][18]
- 地上最強の美女たち!チャーリーズ・エンジェル（日本テレビ）- 10月1日から毎回[17]
- NHK （午後1時の）ニュース（NHK総合） - 10月2日から毎日（編成上放送しない日もあり）[26]
- 水曜ロードショー（日本テレビ）- 10月4日から（内容によっては、モノラルやステレオ放送の時もあり[注釈 26]）
- JNNニュースコープ（TBS） - 11月20日から（土・日を除く）[31][33][72]
- 刑事コジャック（TBS） - 11月21日から毎回[73]
- 兼高かおる世界の旅（TBS） - 11月26日から毎回[68]
- こども世界ニュース（テレビ朝日） - 12月18日から毎回[74]
- 日曜洋画劇場（テレビ朝日） - 12月24日から[71]（内容によっては、モノラルやステレオ放送の時もあり[注釈 27]）

その他、外国の映画やドラマの再放送の一部が二か国語で放送される様になった。（この当時フジテレビで放送されていた「コンバット!」（10月2日から毎回二か国語）等）